# Kabinett Saydam II
Das Kabinett Saydam II war die zwölfte Regierung der Türkei, die vom 3. April 1939 bis zum 8. Juli 1942 von Refik Saydam geführt wurde.
Bei der Parlamentswahl am 26. März 1939 war nur die Cumhuriyet Halk Partisi zugelassen. Staatspräsident İsmet İnönü beauftragte anschließend den bisherigen Amtsinhaber Refik Saydam mit der Regierungsbildung. Die Regierung blieb bis zum plötzlichen Tod Saydams am 8. Juli 1942 im Amt. Am folgenden Tag wurde ein neues Kabinett gebildet.

## Regierung
| Titel                             | Name                                             | Partei | Amtszeit                                                                                                 |
| --------------------------------- | ------------------------------------------------ | ------ | --- |
| Ministerpräsident                 | Refik Saydam                                     | CHP    | |
| Justizminister                    | Fikret Sılay Fethi Okyar Sayfettin Menemencioğlu | CHP    | 3. April 1939 – 26. Mai 1939 26. Mai 1939 – 12. März 1941 12. März 1941 – 9. Juli 1942                   |
| Verteidigungsminister             | Naci Tınaz Saffet Arıkan Ali Rıza Artunkal       | CHP    | 3. April 1939 – 5. April 1940 5. April 1940 – 12. November 1941 12. November 1941 – 9. Juli 1942         |
| Innenminister                     | Faik Öztrak Ahmet Fikri Tüzer                    | CHP    | 3. April 1939 – 6. Mai 1942 6. Mai 1942 – 9. Juli 1942                                                   |
| Außenminister                     | Şükrü Saracoğlu                                  | CHP    | |
| Finanzminister                    | Fuat Ağralı                                      | CHP    | |
| Bildungsminister                  | Hasan Ali Yücel                                  | CHP    | |
| Minister für öffentliche Arbeiten | Ali Fuat Cebesoy                                 | CHP    | |
| Gesundheitsminister               | Hulusi Alataş                                    | CHP    | |
| Minister für Zölle und Monopole   | Ali Rana Tarhan Raif Karadeniz                   | CHP    | 3. April 1939 – 26. Mai 1939 26. Mai 1939 – 9. Juli 1942                                                 |
| Verkehrsminister                  | Ali Çetinkaya Cevat Kerim İncedayı Fahri Engin   | CHP    | 3. April 1939 – 20. November 1940 20. November 1940 – 12. November 1941 12. November 1941 – 9. Juli 1942 |
| Wirtschaftsminister               | Hüsnü Çakır Sırrı Day                            | CHP    | 3. April 1939 – 31. Juli 1941 31. Juli 1941 – 9. Juli 1942                                               |
| Handelsminister                   | Cezmi Erçin Nazmi Topçuoğlu Mümtaz Ökmen         | CHP    | 3. April 1939 – 1. November 1939 1. November 1939 – 26. November 1940 26. November 1940 – 9. Juli 1942   |
| Landwirtschaftsminister           | Muhlis Erkmen                                    | CHP    | |